# 領章

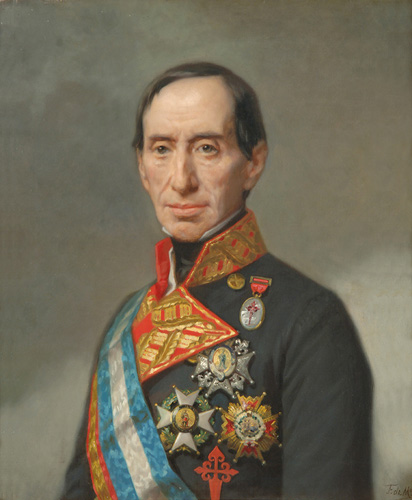
何塞·曼努埃爾·德·戈耶內切畫像，领口配有蔓藤花纹刺绣的領章。

领章(德語:Kragenspiegel ,Kragenpatten)，是军服上衣领口的標誌，通常用于识别军种、兵种、軍團或警察编队。領章也可以佩戴軍階徽章并以特定的兵种色來識別。

## 歷史
領章最初於 19 世紀在德國出現，用於識別特定單位及作為裝飾品。根據不同的軍隊與時間，它能提供有關配戴者的不同訊息。德語中的Kragenspiegel最初只是表示衣領刺繡。從 1935 年 3 月 1 日起，德國空軍正式使用Kragenspiegel一詞。

## 德国

### 德意志帝国 1871-1918
1871年帝国成立后，帝国军队内部的制服被改编为普鲁士军队的制服，但没有统一的制服。领子刺绣仅用于帝国海军的将军和海军上将，（普鲁士）近卫军（Gardelitzen）的单位，战争部，总参谋部和军校的军官，将军和副官帝国军事法庭的一些官员和个别团，特别是掷弹兵团的一些官员和王子的副官。这些刺绣的形状和颜色非常不同。

到了 1915 年，德意志帝國的其他王国也引进了这种刺绣，例如巴伐利亞王國的银饰。第一次世界大戰后，它被德國和奧地利将军以较小的形式佩戴。后来，聯邦國防軍的将军们也繼承了这些传统徽章。

### 德意志帝国 1919-1945

#### 威瑪防衛軍
随着 1919 年防衛軍的建立，德国首次定义了武装部队的制服。 1921 年确定了最终的制服。为國家陸軍指定了三种不同形式的统一衣领标签，它们佩戴在社会裙、裙子和野战衬衫的领子上。将军级军官穿着浅金色的蔓藤花纹刺绣，类似于 1918 年之前普鲁士将军所穿的形式：深红色為将军級別，深蓝色的為将军级医疗人员，深红色的為将军级兽医，以及深绿色的為将军级军官。国防军部的官员和高级陆军官员穿着金色的对接刺绣，Führerstab（总参谋部军官）的军官佩戴银色，类似于1918年之前的陆军部军官。其他军官和中级军官穿着银色，士官和士兵穿着简单的田野灰色编织双辫子，一个一个重叠，由一个中央镜子连接。刺绣贴在一条与武器颜色相同的布条上。有关分配给各个武器类型的颜色，请参阅：武器颜色。
而帝国海军則没有配戴领章。

#### 国防军
随着 1935 年防衛軍改組为国防军，最初保留了军队的制服。直到 1937 年，制服才略有变化。兵种色在很大程度上保留了下来，但新增了黃色領章以代表通訊兵種。